# Awateria
Awateria é um gênero de gastrópodes pertencente a família Borsoniidae.

## Espécies
- Awateria crossei (Smith E. A., 1891)
- †Awateria defossa Powell, 1942
- †Awateria echinata Powell, 1942
- †Awateria evanida Suter, 1917
- Awateria hoylei (Smith E. A., 1891)
- †Awateria karakaensis Marwick, 1931
- †Awateria marwicki Powell, 1942
- †Awateria miocenica Vella, 1954
- Awateria optabilis (Murdoch & Suter, 1906)
- †Awateria retiolata L. C. King, 1933
- †Awateria streptophora Suter, 1917
- †Awateria striata Vella, 1954
- †Awateria thomsoni Powell, 1942
- †Awateria wairoaensis Powell, 1942
- Awateria watsoni (Smith E. A., 1891)

Espécies trazidas para a sinonímia
- †Awateria aliena Marwick, 1965: sinônimo de †Taranis aliena (Marwick, 1965)  (combinação original)
- Awateria challengeri (Smith E. A., 1891): sinônimo de Belomitra challengeri (E. A. Smith, 1891)
- †Awateria expalliata Laws, 1947: sinônimo de †Mioawateria expalliata (Laws, 1947)
- †Awateria experta Laws, 1947: sinônimo de †Awheaturris experta (Laws, 1947) (combinação original)
- †Awateria mollyae L. C. King, 1933: sinônimo de †Awateria retiolata L. C. King, 1933 (sinônimo)
- †Awateria personata Powell, 1942: sinônimo de †Mioawateria personata (Powell, 1942)